# Kawasaki (Kanagawa)
Kawasaki (japonsky: 川崎市, Kawasaki-ši) je město ležící v japonské prefektuře Kanagawa na ostrově Honšú. Nachází se mezi Tokiem a Jokohamou a je součástí oblasti zvané Keihin.
K 1. červnu 2012 mělo město 1 437 266 obyvatel a celkovou rozlohu 142,70 km².
Skládá se ze čtvrtí Asao-ku, Kawasaki-ku, Miyamae-ku, Nakahara-ku, Saiwai-ku, Takatsu-ku a Tama-ku.

## Zajímavá místa
- Kawasaki Daishi
- Nihon Minka-en
- Koreatown
- Todoroki Ryokuchi
- Doraemon museum

## Rodáci
- Rumi Ucugiová (* 1988) – fotbalistka
- Narumi Miuraová (* 1997) – fotbalistka

## Partnerská města
- Nakašibetsu, Japonsko
- Fujimi, Japonsko
- Naha, Japonsko
- Rijeka, Chorvatsko
- Baltimore, USA
- Shenyang, Čína
- Wollongong, Austrálie
- Sheffield, Spojené království
- Salcburk, Rakousko
- Lübeck, Německo
- Pučchon, Korea